# Primož pri Šentjurju
Primož pri Šentjurju je naselje v Občini Šentjur.